# Neolibertarianizm
Neolibertarianizm – nurt w ramach współczesnego amerykańskiego libertarianizmu, silnie akcentujący potrzebę aktywnej działalności rządu w zakresie promowania wolności na arenie międzynarodowej. Zwolennicy tego nurtu niekoniecznie zgadzają się z przyzwoleniem na handel bronią czy narkotykami, charakterystycznym dla klasycznych libertarian. Mogą też dopuszczać działania rządu, mające na celu poprawę dobrobytu obywateli. Neolibertarianizm wykazuje wyraźne związki z neokonserwatyzmem. Teoretykami tego nurtu są Jonathan Henke, Dale Franks oraz Bruce McQuain.
Bodźcem dla powstania tego nurtu były zamachy terrorystyczne z 11 września oraz druga wojna w Iraku. Odłam ten w powstał w reakcji na antywojenne stanowisko libertarian oraz Partii Libertariańskiej. Neolibertarianie twierdzą, że "wojna z terroryzmem" poprzez interwencje zbrojne państwa jest usprawiedliwiona, jako walka o maksymalizację wolności. Konflikty międzypaństwowe uzasadnione są przez nich poprzez odwołanie się do tzw. inkrementalizmu, metody analizy logicznej, w ramach której obserwuje się obiekt badań i dostosowuje się działania do zmiennej rzeczywistości celem osiągnięcia pryncypiów, neolibertarianie (określający się także libertarianami pragmatycznymi) uznają metody polityczne, jako właściwy środek realizacji celu. W obozie libertariańskim neolibertarianie traktowani są jako heretycy.
Murray N. Rothbard w "Manifeście Libertariańskim" skrytykował to stanowisko twierdząc, że państwowe interwencję są nie do zaakceptowania, w związku z immamentną koniecznością zwiększonej agresji podatkowej wobec obywateli państwa interweniującego, towarzyszącemu temu zjawisku rozrostu państwa oraz narażeniem na ryzyko niewinnych ludzi obydwu krajów, co jest związane ze współczesnym potencjałem zbrojnym i charakterem konfliktów międzypaństwowych. Rothbard równocześnie nie potępiał udziału w walce wyzwoleńczej ochotników pod warunkiem, że działają w obronie własności (w tym autowłasności), zarazem nie naruszając jej podmiotom trzecim.